# Carambola (biliardo)

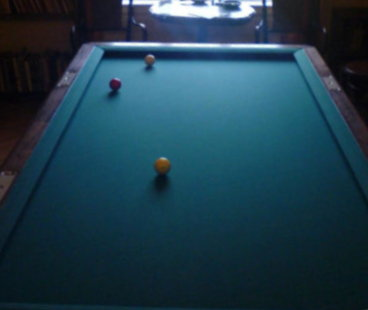
Un tavolo da carambola con tre biglie

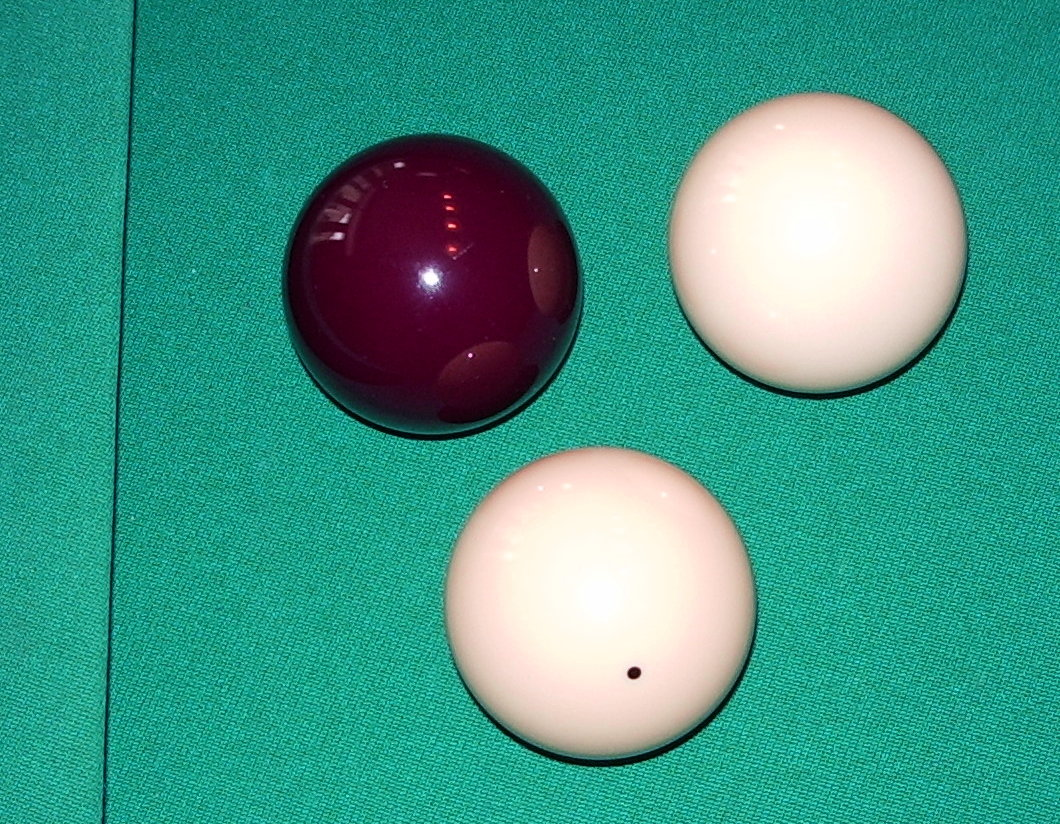
Biglie da carambola

La carambola è una specialità del biliardo che comprende diverse modalità di gioco. È conosciuta in tutto il mondo, principalmente col nome anglosassone carom billiard, o brevemente caroms, oppure con il termine francese carambolage.
Si gioca sul tavolo da biliardo di tipo internazionale, vale a dire 284 × 142 cm di misura privo di buche, e si usano tre biglie del diametro di 61,5 mm e del peso di 210 g circa, frequentemente nei colori bianco, giallo e rosso. Ad ogni giocatore viene assegnata una delle due biglie (gialla o bianca), mentre la funzione del pallino è espressa dalla biglia avversaria e sempre dal pallino rosso. I set di biglie utilizzati per giocare a carambola possono variare nel colore.

## Scopo del gioco
Una delle due biglie battenti si dispone a uno dei due acchiti mentre l'altra ad una distanza di 20 cm circa sulla stessa linea parallela alla sponda corta, il pallino viene posizionato all'acchito opposto. Generalmente si apre il gioco colpendo il pallino.
In genere il gioco consiste nel far "carambolare" la propria biglia usando la stecca, sulle due biglie rimanenti ottenendo un punto (o una "carambola"); a seconda delle specialità di gioco, la propria biglia deve toccare da una a tre sponde prima di colpire le biglie. Solitamente, per far carambolare la propria biglia, è necessario colpire la biglia avversaria e poi il pallino, o viceversa.
Se il giocatore riesce nello scopo ottiene un punto, e può rigiocare allo stesso modo partendo dalla posizione di arrivo delle biglie finché non sbaglia. In conseguenza ad un fallo (se non è riuscito a colpire tutte e due le biglie o se le colpisce in modo errato), passa il turno all'avversario e così via. Nel caso la specialità venisse giocata sul biliardo con buche strette (probabilmente usato in precedenza anche per questo gioco), se viene imbucata una delle tre biglie, in conseguenza all'ottenimento di un punto, viene ceduto all'avversario.
A carambola si possono giocare diversi tipi di partita tra cui:

### Carambola libera
Per ottenere un punto, il giocatore deve far carambolare la propria biglia sulle altre due biglie in qualsiasi modo, sia direttamente che indirettamente. A causa della semplicità del meccanismo di gioco, questa variante non è disputata per le gare internazionali.

### Carambola a tre sponde
È la più nota, diffusa e disputata delle specialità di carambola. Il giocatore, per guadagnare un punto, può giocare la sua bilia battente in quattro differenti modalità:
- rimbalzando su tre sponde e colpendo le due biglie;
- rimbalzando su due sponde, colpendo una delle due biglie, rimbalzando su un'altra sponda e colpendo l'altra biglia;
- rimbalzando su una sponda, colpendo una delle due biglie, rimbalzando su altre due sponde e colpendo l'altra biglia;
- colpendo una delle due biglie, rimbalzando su tre sponde e colpendo l'altra biglia.

Solitamente per decidere chi "acchitare" (tirare il primo colpo), entrambi i giocatori steccano sulle biglie (uno la biglia gialla, l'altro con la bianca) facendole attraversare sulla sponda lunga, colpire la sponda corta opposta, e farle avvicinare il più possibile alla sponda di partenza, chi arriva più vicino colpirà per primo.
Molto importanti in questo gioco sono le medie, ossia il rapporto tra giocate effettuate (una giocata può essere di uno o più tiri), e carambole realizzate, spesso i grandi campioni arrivano a medie superiori ad 1, per cui ad esempio, in una partita su 15 carambole, si impiegano 15 o meno giocate per completare il numero previsto.
Si tratta di una specialità di gioco molto praticata nel nord Europa, ma conosciuta in tutto il mondo. In Italia in questa specialità il bolzanino Marco Zanetti, classe 1962, è stato campione del mondo di specialità nel 2002 e nel 2008. In Europa e nel mondo, è impossibile non ricordare campioni del calibro di Raymond Ceulemans (Belgio), Torbjorn Blomdahl (Svezia), Dick Jaspers (Paesi Bassi).
In Italia la federazione che organizza e gestisce la carambola ed altre specialità del biliardo è la FIBIS (Federazione Italiana Biliardo Sportivo), affiliata al CONI.

### Carambola a una sponda
Diversamente dalla carambola libera, questa variante consiste nel far toccare una sponda alla biglia battente durante il suo percorso. La biglia battente per ottenere una carambola deve toccare la biglia avversaria, poi rimbalzare su una sponda e toccare il pallino, oppure può toccare prima il pallino, rimbalzare su una sponda e toccare la biglia avversaria.
Un punto si ottiene anche facendo prima rimbalzare la propria biglia su una sponda e poi toccare le due biglie. Ogni carambola vale un punto. Per molti anni si sono disputati campionati Europei e mondiali ed ancora oggi campionati nazionali il molti stati europei. Giocatori come Ceulemans Dielis Connession ed attualmente Caudron hanno fatto la storia di questa specialità.

### Carambola quadro
in questa variante del gioco il biliardo è suddiviso in quadrati segnati sul tavolo con una matita di gesso bianco.quadri di 47 cm o di 71 cm a seconda della specialità che si gioca. Le specialità sono 47/1 47/2 e 71/2. Il giocatore può realizzare solo un punto 47/1 o due punti 47/2 e 71/2 nel quadrato dove in quel momento si trovano biglia avversaria e pallino, dopo di che dovrà far uscire almeno una delle due dal quadrato. Se non vi riesce il gioco passa all'avversario.

### Carambola artistica
Questa variante consiste in una competizione con tiri in posizioni obbligate ad alta difficoltà e spettacolarità, in questo caso vince chi riesce a completare prima e con maggior precisione la serie di colpi obbligati. È usata per le gare di esibizioni.